# 코바피게이라
코바피게이라(포르투갈어: Cova Figueira)는 카보베르데 포구섬 남동부 연안에 위치한 도시로 인구는 1,230명(2010년 기준)이다. 행정 구역상으로는 산타카타리나두포구 시에 속한다.
상필리프에서 동쪽으로 22km 정도 떨어진 곳에 위치한다. 이 곳에서 북서쪽으로 7.7km 정도 떨어진 곳에는 화산인 포구산이 위치한다.